# Manuel Medina
Manuel Eduardo Medina Marino (ur. 14 lipca 1976 w Aragua de Barcelona) – wenezuelski kolarz szosowy.

## Najważniejsze zwycięstwa i sukcesy
- 2006
  - Vuelta al Táchira
  - mistrzostwo kraju w wyścigu ze startu wspólnego
- 2007
  - dwa etapy w Vuelta al Táchira
  - dwa etapy w Vuelta a Colombia
  - etap w Vuelta a Guatemala
- 2008
  - Vuelta al Táchira
    - wygrane cztery etapy

  - Vuelta a Guatemala
    - wygrany etap
- 2011
  - Vuelta al Táchira
    - wygrany etap